# Renia accola
Renia accola là một loài bướm đêm trong họ Noctuidae.